# Red and Anarchist Skinheads
Red and Anarchist Skinheads, RASH (ang. Czerwoni i Anarchistyczni Skinheadzi) – określenie odłamu skinheadów o poglądach komunistycznych oraz anarchistycznych.

## Historia
Pierwsi lewicowi skinheadzi (skini) pojawili się na przełomie lat 70. i 80. XX w., kiedy subkultura skinheadów zaczęła być jednoznacznie utożsamiana z rasizmem i nacjonalizmem. Do tego czasu skini nie deklarowali się przeważnie politycznie i w ramach jednej kultury funkcjonowali ludzie o różnych poglądach. Skrajna prawica zaczęła wykorzystywać kryzys gospodarczy do propagowania haseł szowinistycznych i rasistowskich, zyskując wielu zwolenników, zwłaszcza wśród kibiców piłkarskich. Według nich receptą na zmniejszenie bezrobocia było wydalenie imigrantów, których kilka lat wcześniej chętnie przyjmowano w obliczu braku rąk do pracy. W tym stanie rzeczy część ludzi identyfikujących się dotąd z kulturą skinheadów, posiadających lewicowy światopogląd, postanowiło stworzyć własny ruch.
Początek dały zespoły takie jak Angelic Upstarts, The Redskins, Red Alert, Red London. Idea stworzenia lewicowej sceny dla skinów szybko znalazła zwolenników w Belgii, Francji, Hiszpanii, Włoszech, USA. Obecnie lewicowi skini są w większości krajów świata.